# Aston Villa F.C.
Aston Villa Football Club (znany także jako The Villa, Villa lub The Villans) – angielski klub piłkarski występujący w Premier League. Drużyna rozgrywa mecze na własnym stadionie  w dzielnicy Aston w mieście Birmingham. Zespół powstał w roku 1874. Od roku 1897 swoje pojedynki toczy na Villa Park. Aston Villa była jednym z założycieli The Football League w 1888 i Premier League w 1992. Klub został wprowadzony na giełdę przez jego poprzedniego właściciela i prezesa Douga Ellisa, w roku 2006 został kupiony przez Randy’ego Lernera, który z kolei w 2016 sprzedał swoje udziały przedsiębiorstwu Recon Group Limited i jego właścicielowi Tony'emu Xia.
Aston Villa jest jednym z najstarszych i najbardziej utytułowanych klubów w Anglii. Siedem razy została mistrzem Anglii, a także siedem razy zdobyła Puchar Anglii. Villa w sezonie 1981/82 wygrała Puchar Europy jako jeden z sześciu angielskich klubów, które to uczyniły. Klub z 20 ważniejszymi trofeami jest czwartym najbardziej utytułowanym klubem w historii angielskiej piłki, chociaż większość z nich zdobył przed II wojną światową.
Największym rywalem klubu jest Birmingham City. Derby Birmingham między Aston Villą a Birmingham City rozgrywane są od roku 1879.
Tradycyjnymi strojami klubu są bordowe koszulki z błękitnymi rękawami, białymi spodenkami i niebieskimi skarpetami. Na herbie widoczny jest złoty lew na jasnoniebieskim tle, a pod nim napis Prepared (Gotowi), który jest klubowym motto; taka wersja herbu została przyjęta w roku 2007.

## Historia

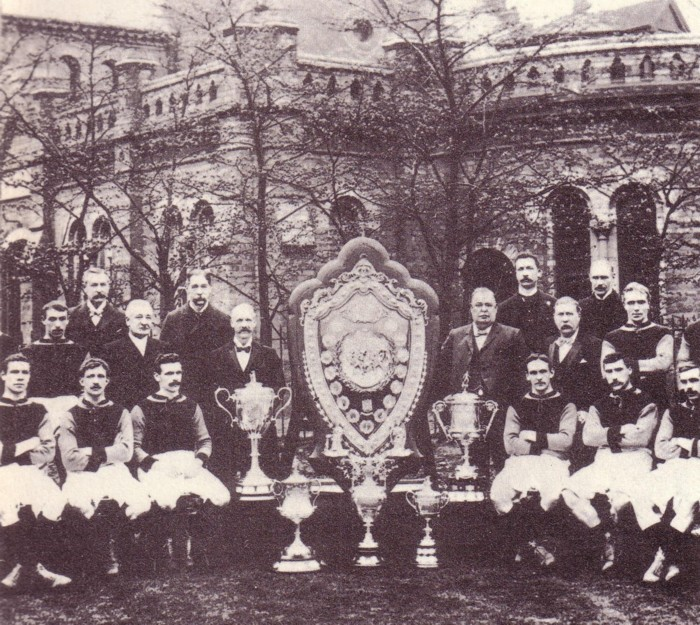
Aston Villa pod koniec XIX wieku

Aston Villa Football Club został założony w marcu 1874 przez członków Wesleyowskiej kaplicy o nazwie Villa Cross w Aston, obecnie części miasta Birmingham. Założycielami byli Jack Hughes, Frederick Matthews, Walter Price oraz William Scattergood. Aston Villa pierwszy mecz rozegrała z lokalną drużyną rugby o nazwie Aston Brook St Mary's. Pierwsza połowa meczu była grana w rugby, zaś druga w piłkę nożną. Villa szybko stała się jedną z najlepszych ekip w Midlands, pierwszy sukces odniosła w roku 1880, wygrywając Puchar Birmingham. Kapitanem drużyny był wówczas George Ramsay.
Klub pierwszy raz zdobył Puchar Anglii w roku 1887, gdy kapitanem zespołu był Archie Hunter. Aston Villa była jednym z 12 zespołów, które założyły Football League w roku 1888, a sam dyrektor drużyny, William McGregor był założycielem ligi. Aston Villa w Epoce wiktoriańskiej była jednym z najbardziej utytułowanych klubów, zdobywając liczne mistrzostwa Anglii oraz Puchary kraju. W roku 1897 Villa zdobyła dublet oraz przeniosła się na nowy stadion – Aston Lower Grounds. Obiekt nie posiadał oficjalnej nazwy, ale kibicie wkrótce zaczęli nazywać go „Villa Park”.
Aston Villa zdobyła w roku 1920 po raz szósty Puchar Anglii; wkrótce po tym klub stracił miejsce w czołówce i w roku 1936 spadł do drugiej ligi. Villa pobiła przy tym ponury rekord: straciła 110 goli, w tym siedem na rzecz gracza Arsenalu, Teda Drake’a w porażce 1:7 na Villa Park. Podobnie jak wszystkie angielskie drużyny, klub stracił siedem sezonów z powodu II wojny światowej, w efekcie czego wielu piłkarzy było zmuszonych przedwcześnie zakończyć kariery. Aston Villa została przebudowana pod wodzą jej byłego piłkarza, Alexa Massiego i w roku 1957 drużyna zdobyła swoje pierwsze trofeum od 37 lat. Klub zdobył wówczas Puchar Anglii, po pokonaniu w finale Manchesteru United prowadzonego przez Matta Busby'ego. Dwa lata później Aston Villa spadła do Second Division. W roku 1960 powrócił do pierwszej ligi, zaś w następnym sezonie zdobył Puchar Ligi Angielskiej.
Późne lata 60. były okresem zamieszania wewnątrz klubu. Pod presją kibiców zmieniono właściciela klubu, odeszło również kilku członków sztabu szkoleniowego. Chaos ten został zapoczątkowany poprzez degradację w roku 1967. Rok później fani wezwali zarząd drużyny do dymisji, ponieważ klub zajął 16. miejsce w tabeli Second Division. Początkowo zwolniono trenera Tomy'ego Cummingsa, następnie rezygnację ogłosił cały zarząd. Po tym zamieszaniu kontrolę nad klubem przejął Pat Matthews, który na stanowisko prezesa powołał Douga Ellisa. Mimo to drużyna w sezonie 1969/70 spadła do Third Division. Dwa lata później awansowała jednak do drugiej ligi, kończąc rozgrywki na pierwszej pozycji z 70 punktami na koncie, co było wówczas rekordem. W roku 1973 szkoleniowcem zespołu został Ron Saunders i w ciągu czterech lat doprowadził Aston Villę do pierwszej ligi i do europejskich pucharów.
Villa powróciła do elity i pod wodzą Saundersa świętowała kolejne sukcesy, w tym mistrzostwo kraju w sezonie 1980/81. Saunders w połowie tego sezonu zrezygnował jednak ze swej funkcji, po kłótni z prezesem. Klub dotarł w tym czasie do ćwierćfinału Pucharu Europy. Następcą Saundersa został Tony Barton, który doprowadził drużynę do finału tych rozgrywek, w którym The Villans zagrali z Bayernem Monachium. Podopieczni Bartona wygrali to spotkanie 1:0 i sięgnęli po raz pierwszy po europejskie trofeum. Do dziś Villa jest jednym z pięciu angielskich klubów, które zdobyły Puchar Europy. W następnych latach Villa grała jednak słabiej. W roku 1987 spadła do drugiej ligi, szybko jednak awansowała z powrotem do najwyższej klasy rozgrywkowej.

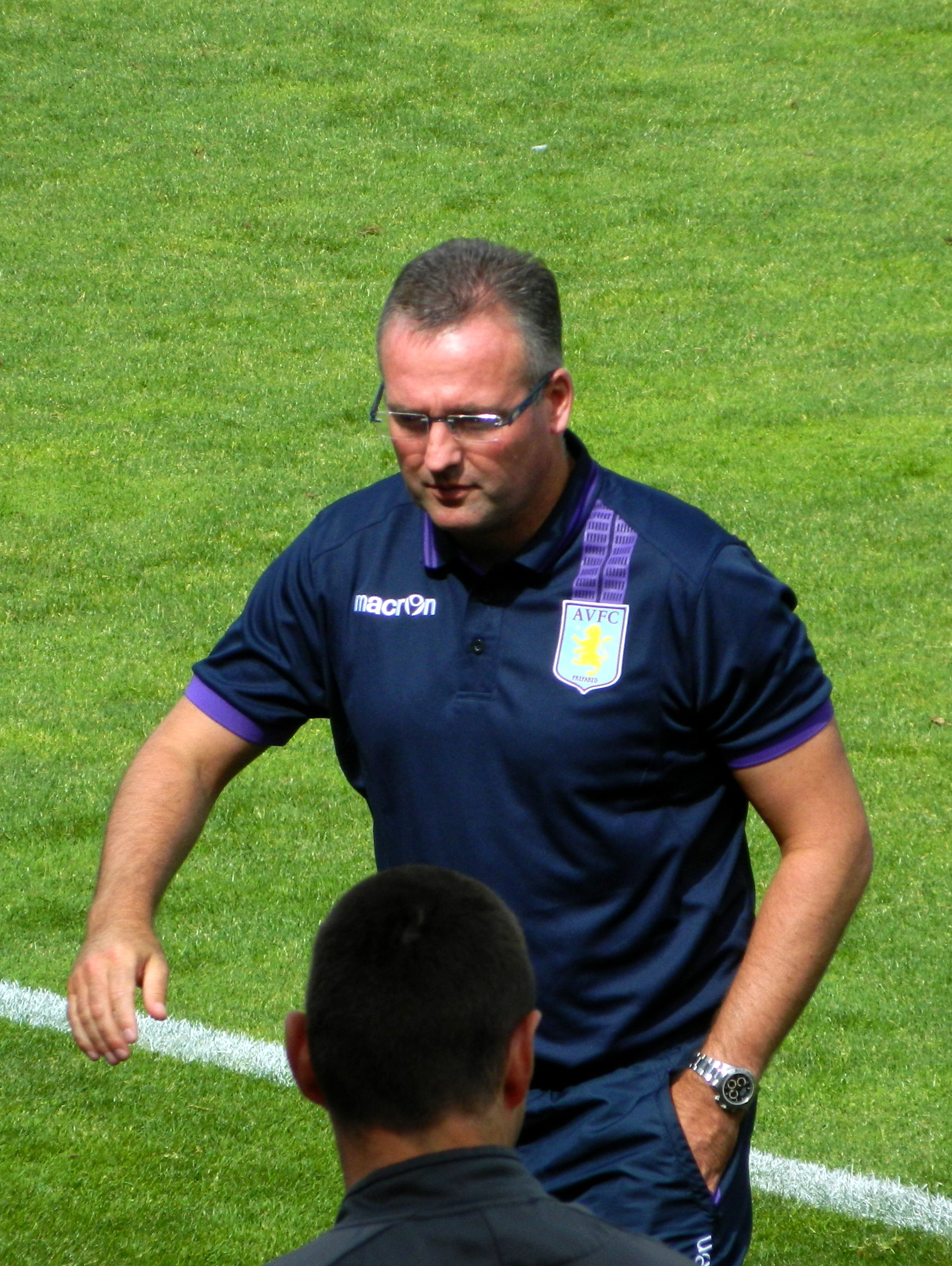
Paul Lambert.

W roku 1992 klub był jednym z założycieli Premier League i w inauguracyjnym sezonie zajął drugą lokatę w tabeli. Późne lata 90. były okresem nierównej gry drużyny, w tym czasie grali pod kierunkiem trzech różnych szkoleniowców, przez co mieli znaczne wahania formy oraz pozycji w tabeli. Mimo to, Aston Villa świętowała dwa razy zdobycie Pucharu Ligi. W roku 2000 po raz pierwszy od 43 lat dotarli do finału Pucharu Anglii, w którym przegrali 0:1 z Chelsea. Na początku XXI wieku pozycja ligowa drużyny również bardzo się wahała. Kolejni trenerzy nie mogli ustabilizować formy zespołu. W roku 2006 szkoleniowcem zespołu przestał być David O’Leary, zaś jego miejsce zajął Martin O’Neill. Zmieniono również współwłaściciela. Po 23 latach Doug Elis sprzedał swoje 38% udziałów w klubie Randy'emu Lernerowi. Klubowy herb również uległ zmianie. Latem 2007 roku do klubu wszedł nowy sponsor. W sezonie 2007/08 Aston Villa zajęła 6. miejsce w lidze oraz wygrała Puchar Intertoto i awansowała do Pucharu UEFA. W lutym 2010 roku klub wystąpił w finale Pucharu Ligi, w którym przegrał z Manchesterem United.
2 czerwca 2012 roku klub ogłosił, że nowym szkoleniowcem zostanie Paul Lambert. Pod jego wodzą do klubu dołączyli tacy piłkarze jak: Ron Vlaar, Brett Holman, Ashley Westwood, Christian Benteke i Karim El Ahmadi. W debiucie jego drużyna przegrała 1:0 z West Ham United. 11 grudnia 2012 Lambert poprowadził The Villians, przeciwko swojemu byłemu klubowi, Norwich City. W półfinale Carling Cup, klub przegrał dwumecz z czwartoligowym Bradford City 4:3. Ostatecznie rozgrywki zakończył na 15. miejscu. Najlepszym strzelcem zespołu został Christian Benteke. W sezonie 2013/14 do klubu dołączyli: Aleksandyr Tonew, Jores Okore, Jed Steer, Antonio Luna Rodríguez, Leandro Bacuna, Libor Kozák i Nicklas Helenius, odeszli zaś: Richard Dunne, Andy Marshall, Eric Lichaj, Brett Holman i Derrick Williams.
Podobnie jak w poprzednich rozgrywkach Aston Villa zajęła 15. miejsce z dorobkiem 38 punktów. Po jego zakończeniu klub na sprzedaż wystawił właściciel Randy Lerner. 14 czerwca 2016 ogłoszono, że klub został częścią Recon Group, której właścicielem jest chiński biznesmen Xia Jiantong (Tony Xia) za sumę 76 mln funtów.
13 września 2014 po zwycięstwie nad Liverpoolem na Anfield, The Villans po raz po raz pierwszy od 1998 roku, zdobyli 10 punktów po 4 kolejkach.
11 lutego 2015 po przegranej 2-0 z Hull City Paul Lambert rozstał się z klubem za porozumieniem stron.
14 lutego 2015 nowym szkoleniowcem został Tim Sherwood podpisując trzyipółletni kontrakt. 19 kwietnia 2015 Aston Villa pokonała Liverpool w półfinale Pucharu Anglii i po raz pierwszy od 15 lat uzyskała awans do finału tych rozgrywek. W sezonie 2015/2016 po przegranym meczu z Manchesterem United 16 kwietnia 2016 roku klub potwierdził swój spadek z Premier League.

## Właściciel

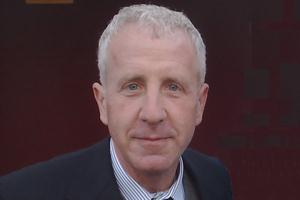
Randy Lerner, właściciel Aston Villi w latach (2006-2016).

Pierwsze podziały w klubie nastąpiły pod koniec XIX wieku i zostały spowodowane ustawą, która miała na celu kodyfikację rosnącej liczby zawodowych drużyn i piłkarzy w Piłkarskim Związku ligi. Drużyny te zostały zobowiązane rozprowadzać udziały dla inwestorów, jako ułatwienie handlowe pomiędzy klubami znoszące konieczność udziału związku piłkarskiego w transakcjach. Pierwszym istotniejszym udziałowcem w historii Aston Villi był Doug Ellis. Zaczął wykupywać udziały od 1960 roku, by stać się prezesem w 1968 roku i głównym udziałowcem w latach 1982-2006. W 1996 roku klub zadebiutował na Londyńskiej Giełdzie Papierów Wartościowych
14 sierpnia 2006 roku zostało potwierdzone, że Randy Lerner, właściciel National Football League's Cleveland Browns, osiągnął porozumienie w sprawie kupna Aston Villi za £62.6 million. Oświadczenie wydane 25 sierpnia do Londyńskiej Giełdy informowało, że Lerner zabezpieczył 59,69% udziałów, co uczyniło go większościowym udziałowcem, a on sam mianował się prezesem. W ostatnim roku władzy Douga Ellisa w Villi, klub stracił £8.2m przed opodatkowaniem, w porównaniu do £3m zysku rok wcześniej, a przychód spadł z £51.6m do £49m.  18 Września Randy Lerner zwiększył swoje udziały w klubie do 89,69% i tym samym przyczynił się do rezygnacji Douga Ellisa i jego zarządu na korzyść nowego pod przewodnictwem samego Lernera już 19 września.
W latach 2016–2018 właścicielem klubu był dr Tony Xia.
W lipcu 2018 roku ogłoszono, że egipski miliarder Nassef Sawiris i współzałożyciel Fortress Investment Group Amerykanin Wes Edens, zgodzili się kupić większościowy pakiet akcji klubu. Xia pozostał mniejszościowym udziałowcem i wiceprezesem i zachował 45 procent udziałów.  W sierpniu 2019 poinformowano, że mniejszościowy pakiet akcji  został wykupiony i dr Xia stracił wszystkie udziały w klubie.

## Sukcesy
Aston Villa ma w swoim dorobku zarówno europejskie, jak i krajowe trofea. Ostatnim ważniejszym sukcesem był zdobyty w roku 1996 Puchar Ligi Angielskiej. Młodzieżowa drużyna zdobyła w 2002 roku Młodzieżowy Puchar Anglii.

### Europejskie
- Puchar Europy (1):
  - 1982
- Superpuchar Europy (1):
  - 1982/83
- Puchar Intertoto (1):
  - 2001[33]

### Krajowe
Ligowe tytuły
- Mistrz Anglii (7):[34]
  - 1893/94, 1895/96, 1896/97, 1898/99, 1899/1900, 1909/10, 1980/81
- Second Division (2):[34]
  - 1937/38, 1959/60
- Third Division (1):[34]
  - 1971/72

Puchary
- Puchar Anglii (7):
  - 1887, 1895, 1897, 1905, 1913, 1920, 1957
- Puchar Ligi Angielskiej (5):
  - 1961, 1975, 1977, 1994, 1996
- Tarcza Wspólnoty (1):
  - 1981 (wraz z Tottenhamem Hotspur)

## Statystyki

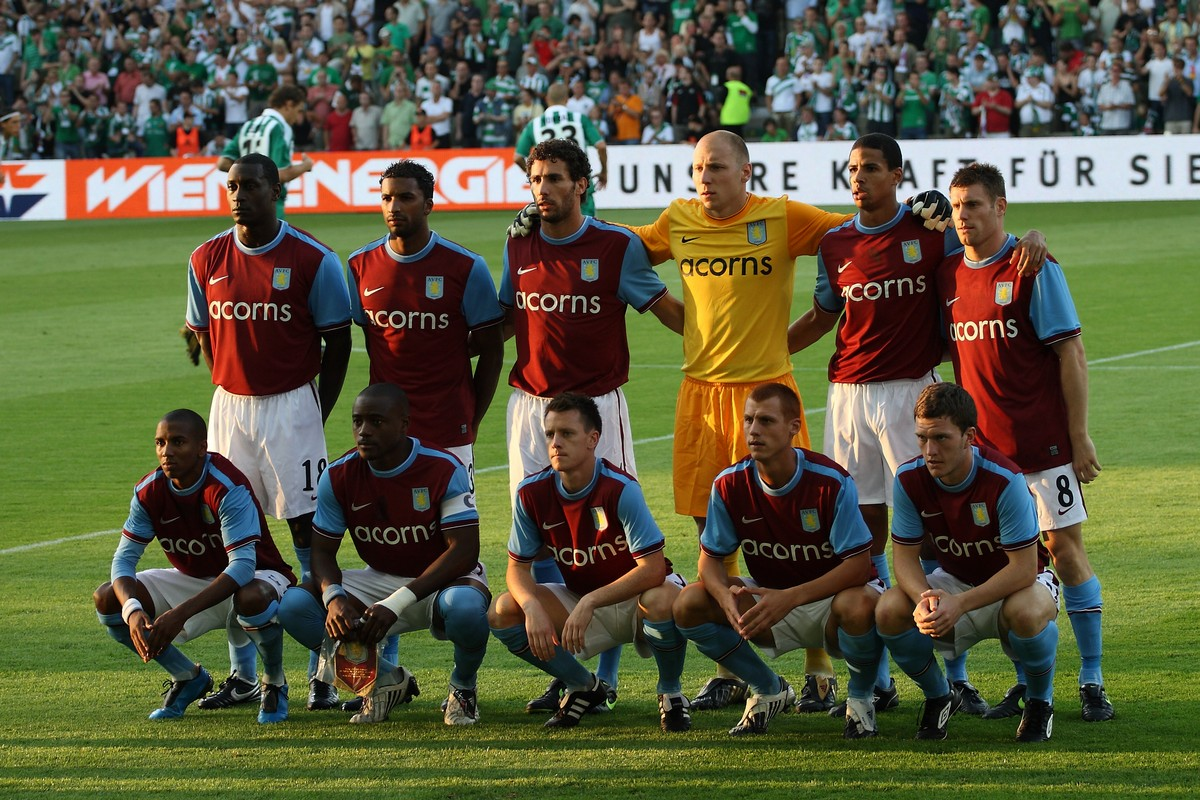
Zespół Aston Villi

Łącznie z sezonem 2018/19, Aston Villa spędziła 105 sezonów w najwyższej klasie rozgrywkowej w Anglii, gdzie lepszym wynikiem może pochwalić się jedynie Everton (116 sezonów). Mecze pomiędzy tymi dwoma drużynami były najczęściej rozgrywanymi meczami w historii całej ligi. Villa zajmuje dziewiąte miejsce w tabeli wszech czasów Premier League oraz zdobywając 20 ważnych trofeów jest piątym najbardziej utytułowanym klubem w Anglii.
Aston Villa jest rekordzistą w liczbie zdobytych goli w jednym sezonie; w sezonie 1930/31 strzeliła 128 bramek. Legenda Villi, Archie Hunter jest pierwszym piłkarzem, który zdobył gola w każdej rundzie Pucharu Anglii, dokonał tego w roku 1887. W latach 1888–1901 Aston Villa nie przegrała żadnego meczu na własnym stadionie w Pucharze Anglii.
Aston Villa jest jednym z sześciu klubów angielskich, które zdobyły Puchar Europy/puchar Ligi Mistrzów. Pozostała piątka to Liverpool, Manchester United, Nottingham Forest, Chelsea i Manchester City. Villa puchar ten zdobyła 26 maja 1982 wygrywając w finale 1:0 z Bayernem Monachium; jedynego gola w tym spotkaniu zdobył Peter Withe.

## Stadion
Obecnym stadionem Aston Villi jest, czterogwiazdkowy w skali UEFA, Villa Park, wcześniej klub grał na Aston Park (1874–1876) i Perry Barr (1876–1897). Villa Park jest obecnie największym stadionem piłkarskim w Midlands i ósmym w całej Anglii. Na obiekcie było rozgrywanych 16 meczów międzynarodowych, pierwszy w roku 1899, ostatni zaś w 2005. Dlatego stadion ten jest pierwszym w Anglii, na którym były rozgrywane spotkania reprezentacyjne w trzech różnych wiekach. Na Villi Park było rozgrywanych 55 półfinałów Pucharu Anglii, najwięcej w historii. Klub planuje rozbudować północną trybunę. Jeśli tak się stanie, to obiekt będzie mógł pomieścić 51 tysięcy kibiców.

## Obecny skład
Stan na 3 lutego 2025
| Nr | Poz. | Piłkarz                                            |
| -- | ---- | -------------------------------------------------- |
| 2  | OB   | Matty Cash                                         |
| 3  | OB   | Axel Disasi                                        |
| 4  | OB   | Ezri Konsa                                         |
| 5  | OB   | Tyrone Mings                                       |
| 6  | PO   | Ross Barkley                                       |
| 7  | PO   | John McGinn (kapitan)                              |
| 8  | PO   | Youri Tielemans                                    |
| 9  | NA   | Marcus Rashford (wypożyczony z Manchesteru United) |
| 10 | PO   | Emiliano Buendía                                   |
| 11 | NA   | Ollie Watkins                                      |
| 12 | OB   | Lucas Digne                                        |
| 14 | OB   | Pau Torres                                         |
| 16 | OB   | Andrés García                                      |

| Nr | Poz. | Piłkarz                           |
| -- | ---- | --------------------------------- |
| 17 | NA   | Donyell Malen                     |
| 21 | NA   | Marco Asensio (wypożyczony z PSG) |
| 22 | OB   | Ian Maatsen                       |
| 23 | BR   | Emiliano Martínez (wicekapitan)   |
| 24 | PO   | Amadou Onana                      |
| 25 | BR   | Robin Olsen                       |
| 26 | PO   | Lamare Bogarde                    |
| 27 | NA   | Morgan Rogers                     |
| 30 | OB   | Kortney Hause                     |
| 31 | PO   | Leon Bailey                       |
| 41 | PO   | Jacob Ramsey                      |
| 44 | PO   | Boubacar Kamara                   |
| 48 | BR   | Oliwier Zych                      |

### Piłkarze na wypożyczeniu
| Nr | Poz. | Piłkarz                                             |
| -- | ---- | --------------------------------------------------- |
| 38 | BR   | Viljami Sinisalo (w Exeter City do 30 czerwca 2024) |
|    | PO   | Finn Azaz (w Plymouth Argyle do 30 czerwca 2024)    |

| Nr | Poz. | Piłkarz                                            |
| -- | ---- | -------------------------------------------------- |
|    | PO   | Philippe Coutinho (w Al-Duhail do 30 czerwca 2024) |
|    | PO   | Morgan Sanson (w Nicei do 30 czerwca 2024)         |

## Kapitanowie klubu
Aston Villa w czasie swojej historii miała 43 kapitanów. Poniżej znajduje się chronologiczna lista kapitanów drużyny.
| Lp. | Imię i nazwisko | Okres urzędowania | Okres urzędowania |
| --- | --------------- | ----------------- | ----------------- |
| 1.  | Walter H. Price | 1874              | 1874              |
| 2.  | George Ramsay   | 1876              | 1884              |
| 3.  | Archie Hunter   | 1884              | 1891              |
| 4.  | John Devey      | 1891              | 1898              |
| 5.  | Jimmy Crabtree  | 1898              | 1902              |
| 6.  | Howard Spencer  | 1902              | 1906              |
| 7.  | Joe Bache       | 1906              | 1914              |
| 8.  | Andy Ducat      | 1919              | 1921              |
| 9.  | Frank Moss      | 1921              | 1927              |
| 10. | Billy Walker    | 1927              | 1933              |
| 11. | Alec Talbot     | 1933              | 1934              |
| 12. | Eric Houghton   | 1934              | 1936              |
| 13. | Tom Griffiths   | 1936              | 1937              |
| 14. | Alex Massie     | 1937              | 1938              |
| 15. | George Cummings | 1938              | 1949              |

| Lp. | Imię i nazwisko    | Okres urzędowania | Okres urzędowania |
| --- | ------------------ | ----------------- | ----------------- |
| 16. | Dicky Dorsett      | 1949              | 1951              |
| 17. | Danny Blanchflower | 1951              | 1955              |
| 18. | Johnny Dixon       | 1955              | 1959              |
| 19. | Vic Crowe          | 1959              | 1964              |
| 20. | Alan Deakin        | 1964              | 1966              |
| 21. | Charlie Aitken     | 1966              | 1973              |
| 22. | Chris Nicholl      | 1973              | 1974              |
| 23. | Ian Ross           | 1974              | 1976              |
| 24. | Chris Nicholl      | 1976              | 1977              |
| 25. | Dennis Mortimer    | 1977              | 1984              |
| 26. | Allan Evans        | 1984              | 1989              |
| 27. | Stuart Gray        | 1989              | 1992              |
| 28. | Kevin Richardson   | 1992              | 1995              |
| 29. | Andy Townsend      | 1995              | 1997              |
| 30. | Gareth Southgate   | 1997              | 2001              |

| Lp. | Imię i nazwisko | Okres urzędowania | Okres urzędowania |
| --- | --------------- | ----------------- | ----------------- |
| 31. | Paul Merson     | 2001              | 2002              |
| 32. | Steve Staunton  | 2002              | 2003              |
| 33. | Olof Mellberg   | 2003              | 2006              |
| 34. | Gareth Barry    | 2006              | 2008              |
| 35. | Martin Laursen  | 2008              | 2009              |
| 36. | Stilijan Petrow | 2009              | 2012              |
| 37. | Ron Vlaar       | 2012              | 2015              |
| 38. | Micah Richards  | 2015              | 2016              |
| 39. | Tommy Elphick   | 2016              | 2017              |
| 40. | John Terry      | 2017              | 2018              |
| 41. | James Chester   | 2018              | 2020              |
| 42. | Jack Grealish   | 2020              | 2021              |
| 43. | Tyrone Mings    | 2021              | obecnie           |

### Obecny zarząd

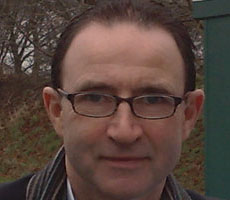
Martin O’Neill – szkoleniowiec w latach 2006-2010

## Zarząd klubu

### Obecny zarząd[40]
- Prezydent klubu –  Naseef Sawiris
- Wiceprezydent klubu –  Wes Edens
- Dyrektor generalny –  Christian Purslow

### Sztab szkoleniowy i medyczny[40]
| Funkcja                         | Imię i nazwisko |
| ------------------------------- | --------------- |
| Dyrektor sportowy               | Johan Lange     |
| Menadżer                        | Steven Gerrard  |
| Asystent menadżera              | Gary McAllister |
| Asystent menadżera              | Michael Beale   |
| Trener bramkarzy                | Neil Cutler     |
| Trener przygotowania fizycznego | Jordan Milsom   |
| Trener indywidualny             | Austin MacPhee  |
| Szef fizjoterapii               | Alan Smith      |
| Fizjoterapeuta                  | Rob Marshall    |
| Trener rozwojowy                | Nick Haycock    |

## Trenerzy w historii
Chronologiczna lista trenerów klubu od jego założenia. Na liście uwzględniono tych szkoleniowców, którzy poprowadzili zespół w przynajmniej jednym oficjalnym spotkaniu.
| Lp. | Imię i nazwisko | Okres urzędowania | Okres urzędowania |
| --- | --------------- | ----------------- | ----------------- |
| 1.  | George Ramsay   | 1884              | 1926              |
| 2.  | W. J. Smith     | 1926              | 1934              |
| 3.  | Jimmy McMullan  | 1934              | 1936              |
| 4.  | Jimmy Hogan     | 1936              | 1939              |
| 5.  | Alex Massie     | 1945              | 1950              |
| 6.  | George Martin   | 1950              | 1953              |
| 7.  | Eric Houghton   | 1953              | 1958              |
| 8.  | Joe Mercer      | 1958              | 1964              |
| 9.  | Dick Taylor     | 1964              | 1967              |
| 10. | Tommy Cummings  | 1967              | 1968              |
| 11. | Tommy Docherty  | 1968              | 1970              |
| 12. | Vic Crowe       | 1970              | 1974              |
| 13. | Ron Saunders    | 1974              | 1982              |
| 14. | Tony Barton     | 1982              | 1984              |
| 15. | Graham Turner   | 1984              | 1986              |
| 16. | Billy McNeill   | 1986              | 1987              |
| 17. | Graham Taylor   | 1987              | 1990              |
| 18. | Jozef Vengloš   | 1990              | 1991              |

| Lp. | Imię i nazwisko   | Okres urzędowania | Okres urzędowania |
| --- | ----------------- | ----------------- | ----------------- |
| 17. | Graham Taylor     | 1987              | 1990              |
| 20. | Brian Little      | 1994              | 1998              |
| 21. | John Gregory      | 1998              | 2002              |
| 22. | Graham Taylor     | 2002              | 2003              |
| 23. | David O’Leary     | 2003              | 2006              |
| 24. | Martin O’Neill    | 2006              | 2010              |
| 25. | Gérard Houllier   | 2010              | 2011              |
| 26. | Alex McLeish      | 2011              | 2012              |
| 27. | Paul Lambert      | 2012              | 2015              |
| 28. | Tim Sherwood      | 2015              | 2015              |
| 29. | Rémi Garde        | 2015              | 2016              |
| 30. | Eric Black        | 2016              | 2016              |
| 31. | Roberto Di Matteo | 2016              | 2016              |
| 32. | Steve Bruce       | 2016              | 2018              |
| 33. | Dean Smith        | 2018              | 2021              |
| 34. | Steven Gerrard    | 2021              | 2022              |
| 35. | Unai Emery        | 2022              |                   |

## Najwięksi rywale
Głównymi rywalami Aston Villi od zawsze była ekipa innego lokalnego klubu, czyli Birmingham City. Mecze między tymi dwoma ekipami są znane jako Second City Derby. Villa posiada też kilka innych lokalnych rywali, ale mecze z nimi już tak nie elektryzują fanów jak potyczki z City. Do rywali tych zaliczają się: West Bromwich Albion, Wolverhampton Wanderers i Coventry City.

## Sponsorzy

### Sponsorzy techniczni i główni[43]
| Lata      | Producent stroju | Sponsor na koszulce |
| --------- | ---------------- | ------------------- |
| 1975-1981 | Umbro            | Brak sponsora       |
| 1981-1982 | Le Coq Sportif   | Brak sponsora       |
| 1982-1983 | Le Coq Sportif   | Davenports          |
| 1982-1983 | Le Coq Sportif   |                     |
| 1983-1985 | Le Coq Sportif   | Mita                |
| 1985-1987 | Henson           | Mita                |
| 1987-1990 | hummel           | Mita Copiers        |
| 1990-1993 | Umbro            | Mita Copiers        |
| 1993-1995 | Asics            | Müller              |
| 1995-1998 | Reebok           | AST Computer        |
| 1998-2000 | Reebok           | LDV                 |
| 2001-2002 | Diadora          | ntl:                |
| 2002-2004 | Diadora          | Rover               |
| 2004-2006 | hummel           | DWS Investments     |
| 2006-2007 | hummel           | 32Red               |
| 2007-2008 | Nike             | 32Red               |
| 2008-2010 | Nike             | acorns              |
| 2010-2011 | Nike             | FxPro               |
| 2011-2012 | Nike             | Genting Casinos     |
| 2012-2013 | Macron           | Genting Casinos     |
| 2013-2015 | Macron           | Dafabet             |
| 2015-2016 | Macron           | Quick Books         |
| 2016–2017 | Under Armour     | Quick Books         |
| 2017–2018 | Under Armour     | Unibet              |
| 2018–2019 | LUKE Est. 1977   | 32Red               |
| 2019–2020 | Kappa            | W88                 |
| 2020–     | Kappa            | CAZOO               |

### Sponsorzy i partnerzy w sezonie 2021/22[44]
| Przedsiębiorstwo                       | Funkcja                                             |
| -------------------------------------- | --------------------------------------------------- |
| Kappa                                  | Partner techniczny i główny                         |
| CAZOO                                  | Partner Główny                                      |
| OB Sports                              | Partner Główny                                      |
| LUKE Est. 1977                         | Partner Oficjalny (odzież wizytowa)                 |
| Heineken                               | Partner Oficjalny (piwny)                           |
| Purity                                 | Oficjalny dostawca                                  |
| Aston University                       | Oficjalny partner uniwersytecki w Wielkiej Brytanii |
| Cadbury                                | Oficjalny partner drużyny kobiet                    |
| EToro                                  | Oficjalny partner handlowy                          |
| Monster Energy                         | Oficjalny partner (napoje energetyczne)             |
| PARI MATCH                             | Oficjalny partner bukmacherski                      |
| socios.com                             | Oficjalny partner Fan Token                         |
| acorns                                 | Oficjalny partner charytatywny                      |
| Birmingham Children's Hospital Charity | Oficjalny partner charytatywny                      |

## Aston Villa w popkulturze
Dużo programów telewizyjnych w ostatnich kilku dekadach nawiązuje do Aston Villi. W sitcomie Porridge, Lennie Godber jest kibicem Villi. W pierwszym odcinku serialu Tak jest, panie ministrze Jim Hacker mówił, że musi się zwalniać z pracy, żeby obejrzeć grę Aston Villi. Jednak w późniejszym odcinku zorganizował kampanię, żeby uratować fikcyjny lokalny klub – „Aston Wanderers”. W czasie odcinków The Fast Show, kibic Villi Mark William jest przedstawiony w koszulce w koszulce rywali The Villans – Birminghamu City, co później zepsuło jego reputację.